# Mompang (Barumun)
Mompang is een bestuurslaag in het regentschap Padang Lawas van de provincie Noord-Sumatra, Indonesië. Mompang telt 1131 inwoners (volkstelling 2010).